# Шуба, Алексей Васильевич
Алексе́й Васи́льевич Шу́ба (укр. Олексій Васильович Шуба; род. 15 октября 1950 года, село Бакумовка, Миргородский район, Полтавская область, УССР, СССР) — советский и украинский религиовед, политолог и государственный деятель. Кандидат философских наук (1981), доктор политических наук (1999), профессор (2003). Один из авторов «Атеистического словаря», «Религиоведческого словаря», «Малого словаря истории Украины», справочника «Этнонациональное развитие Украины (термины, значения, персоналии)» и «Малой энциклопедии этногосударствоведения». 

## Биография
Родился 15 октября 1950 года в родился в селе Бакумовка Миргородского района Полтавской области. Отец — Василий Сидорович Шуба (1923–1996), бригадир трактор бригады и директор кирпичного завода. Мать — Анна Васильевна Шуба (род. 1928). Старший брат — Владимир Васильевич Шуба (род. 1949), заместитель главы Миргородского районного совета Полтавской области, полковник ветеринарной службы и заслуженный деятель ветеринарной медицины Украины.
В 1969 году окончил Лохвицское педагогическое училище и работал директором Великокрынковского дома пионеров. 
В 1969–1971 годах проходил срочную службу в Советской Армии.
В 1971–1972 годах — воспитатель в общежитии завода «Коммунист» в Киеве.
В 1979 году окончил философский факультет Киевского государственного университета имени Т. Г. Шевченко. 
В 1980–1983 годах — младший научный сотрудник Института философии АН УССР.
В 1981 году в Киевском государственном университете имени Т. Г. Шевченко защитил диссертацию на соискание учёной степени кандидата философских наук по теме «Нации и национальные отношения в интерпретации Русской православной церкви» (специальность 09.00.06 — научный атеизм). 
В 1978–1980 года — преподаватель и в 1988–1991 годах — доцент философского факультета Киевского государственного университета имени Т. Г. Шевченко. 
В 1983–1988 годах — заместитель директора по научно-методической работе Украинского центра духовной культуры. 
В 1990 году присвоено учёное звание доцента. 
В 1990–1992 годах — старший научный сотрудник Института истории Украины НАН Украины.
В 1992–1994 годах — старший научный сотрудник Института политических и этнонациональных исследований имени И. Ф. Кураса НАН Украины
В 1994 году стал учёным секретарём Центра памятниковедения НАН Украины и УООПИК.
В 1994–1997 годах — главный консультант, главный научный консультант Секретариата Верховной Рады Украины. 
В 1997–2000 годах — заведующий сектором, заместитель заведующего отделом Главного управления внутренней политики Администрации Президента Украины. 
В 1998 году избирался в Верховную Раду Украины III созыва от Социал-демократической партии Украины (объединённая). 
В 1999 году в Львовском государственном университете имени Ивана Франко защитил диссертацию на соискание учёной степени доктора политических наук по теме «Религия в этнонациональном развитии Украины (политологический анализ)» (специальность 23.00.02 — политические институты и процессы); научный консультант — кандидат исторических наук, доктор юридических наук, профессор А. В. Скрипнюк; официальные оппоненты — доктор философских наук, профессор В. Г. Кремень, доктор философских наук, профессор П. Ю. Саух и доктор философских наук, профессор О. И. Грынив; ведущая организация — Национальный институт стратегических исследований. 
С 2000 года — заместитель заведующего отдела Главного научно-экспертного управления Аппарата Верховной Рады Украины.
В 2003 году присвоено учёное звание профессора.
В 2010–2015 годах — профессор и заведующий кафедрой политологии Переяслав-Хмельницкого государственного педагогического университета имени Григория Сковороды.

## Научные труды

### Монографии
- Шуба А. В. Религиозные верования и национальные отношения. — К.: Политиздат Украины, 1985. — 62 с.
- Шуба А. В. Религия и национальные отношения. — К.: Вища школа[укр.]: Издательство при Киевском университете, 1983. — 93 с. — (Атеистическая библиотечка студента).
- Шуба А. В. Национальные отношения в СССР и современный религиозный модернизм: На материалах русского православия. — К.: о-во "Знание" УССР, 1983. — 46 с. (Сер. 5 "Научно-атеистическая". / О-во "Знание" УССР. № 5).
- Шуба А. В. Единство интернационального и атеистического воспитания: (Методические рекомендации) / Подгот. А. В. Шуба. — К.: Б. и., 1988. — 25 с.
- Шуба А. В. Православие и традиции национальной культуры. — К.: О-во "Знание" УССР, 1989. — 48 с. (Сер. 5, Науч.-атеист. О-во "Знание" УССР; № 9).
- Шуба А. В., Ефремов Ю. М. Критика богословских фальсификации истории введения христианства на Руси. — К.: о-во "Знание" УССР, 1984. — 14 с. (В помощь лектору. О-во "Знание" УССР).
- Шуба А. В. Православие и национальные отношения. Проблемы взаимодействия этноса и религии. — К.: Либідь[укр.], 1992. — 132 с.
- Шуба О. В. Релігія в етнонаціональному розвитку України: політологічний аналіз. — К.: Криниця[укр.], 1999. — 323 с.

### Энциклопедии и словари
Етнонаціональний розвиток України (терміни, визначення, персоналії).
- Каушанський П., Шуба О. В. Загальнолюдський зміст релігійної моралі // Етнонаціональний розвиток України (терміни, визначення, персоналії). / Ін-т держави і права АН України; Ін-т мовознавства АН України; Редкол.: Ю. І. Римаренко, І. Ф. Курас, І. М. Дзюба та ін. — К., 1993. — С. 776. — 800 с.
- Шуба О. В. Етноконфесійні процеси // Етнонаціональний розвиток України (терміни, визначення, персоналії). / Ін-т держави і права АН України; Ін-т мовознавства АН України; Редкол.: Ю. І. Римаренко, І. Ф. Курас, І. М. Дзюба та ін. — К., 1993. — С. 774. — 800 с.
- Шуба О. В. Нетерпимість конфесійна // Етнонаціональний розвиток України (терміни, визначення, персоналії). / Ін-т держави і права АН України; Ін-т мовознавства АН України; Редкол.: Ю. І. Римаренко, І. Ф. Курас, І. М. Дзюба та ін. — К., 1993. — С. 783. — 800 с.
- Шуба О. В. Релігійно-етнічний егоїзм // Етнонаціональний розвиток України (терміни, визначення, персоналії). / Ін-т держави і права АН України; Ін-т мовознавства АН України; Редкол.: Ю. І. Римаренко, І. Ф. Курас, І. М. Дзюба та ін. — К., 1993. — С. 787-788. — 800 с.
- Шуба О. В. Спільність етноконфесійна // Етнонаціональний розвиток України (терміни, визначення, персоналії). / Ін-т держави і права АН України; Ін-т мовознавства АН України; Редкол.: Ю. І. Римаренко, І. Ф. Курас, І. М. Дзюба та ін. — К., 1993. — С. 791-792. — 800 с.
- Шуба О. В. Традиційна національна релігія // Етнонаціональний розвиток України (терміни, визначення, персоналії). / Ін-т держави і права АН України; Ін-т мовознавства АН України; Редкол.: Ю. І. Римаренко, І. Ф. Курас, І. М. Дзюба та ін. — К., 1993. — С. 792-793. — 800 с.

Релігієзнавчий словник.
- Шуба О. В. Релігійно-національне відродження // Релігієзнавчий словник. / НАН України, Ін-т філософії, Від-ня релігієзнавства; ред.: А. М. Колодний, Б. О. Лобовик. — К.: Четверта хвиля. 1996. — С. 278-279. — 392 с. — ISBN 966-529-005-3
- Шуба О. В. Національні релігії // Релігієзнавчий словник. / НАН України, Ін-т філософії, Від-ня релігієзнавства; ред.: А. М. Колодний, Б. О. Лобовик. — К.: Четверта хвиля, 1996. — C. 209. — 392 с. — ISBN 966-529-005-3
- Шуба О. В. Спільність етноконфесійна // Релігієзнавчий словник. / НАН України, Ін-т філософії, Від-ня релігієзнавства; ред.: А. М. Колодний, Б. О. Лобовик. — К.: Четверта хвиля, 1996. — С. 317. — 392 с. — ISBN 966-529-005-3

Мала енциклопедія етнодержавознавства
- Шуба О. В. Етноконфесійні процеси // Мала енциклопедія етнодержавознавства: етнос і соціум. Витоки національного права. Уроки укр. державності. Етнополіт. вимір укр. державотворення. Націоналізм як ідеол., соц. та духовно-культ. феномен. Персоналії / НАНУ, Ін-т держави і права ім. В. М. Корецького; редкол.: Ю. І. Римаренко (відп. ред.) та ін. — К.: Генеза, Довіра, 1996. — С. 481. — 342 с. ISBN 966-507-016-9, ISBN 966-504-001-4

Малий словник історії України
- Шуба О. В. Відродження // Малий словник історії України[укр.]. / Ред. кол.: В. А. Смолій (відпов. ред.), В. Верстюк, С. Віднянський, В. Горбик, В. Даниленко, М. Коваль, М. Котляр, С. Кульчицький, В. Литвин, О. Майборода, П. Панченко, Ю. Пінчук, В. Сарбей, А. Слюсаренко, П. Тронько. — К.: Либідь[укр.], 1997. — С. 86. — 464 с. ISBN 5-325-00781-5
- Шуба О. В. Київська митрополія // Малий словник історії України[укр.]. / Ред. кол.: В. А. Смолій, В. Верстюк, С. Віднянський, В. Горбик, В. Даниленко, М. Коваль, М. Котляр, С. Кульчицький, В. Литвин, О. Майборода, П. Панченко, Ю. Пінчук, В. Сарбей, А. Слюсаренко, П. Тронько. — К.: Либідь[укр.], 1997. — С. 190. — 464 с. ISBN 5-325-00781-5
- Шуба О. В. Кирило Туровський // Малий словник історії України[укр.]. / Ред. кол.: В. А. Смолій, В. Верстюк, С. Віднянський, В. Горбик, В. Даниленко, М. Коваль, М. Котляр, С. Кульчицький, В. Литвин, О. Майборода, П. Панченко, Ю. Пінчук, В. Сарбей, А. Слюсаренко, П. Тронько. — К.: Либідь[укр.]. 1997. — С. 195. — 464 с. ISBN 5-325-00781-5
- Шуба О. В. Любачівський Мирослав // Малий словник історії України[укр.]. / Ред. кол.: В. А. Смолій, В. Верстюк, С. Віднянський, В. Горбик, В. Даниленко, М. Коваль, М. Котляр, С. Кульчицький, В. Литвин, О. Майборода, П. Панченко, Ю. Пінчук, В. Сарбей, А. Слюсаренко, П. Тронько. — К.: Либідь[укр.]. 1997. — С. 240. — 464 с. ISBN 5-325-00781-5
- Шуба О. В. Сліпий Йосип // Малий словник історії України[укр.]. / Ред. кол.: В. А. Смолій, В. Верстюк, С. Віднянський, В. Горбик, В. Даниленко, М. Коваль, М. Котляр, С. Кульчицький, В. Литвин, О. Майборода, П. Панченко, Ю. Пінчук, В. Сарбей, А. Слюсаренко, П. Тронько. — К.: Либідь[укр.], 1997. — С. 366. — 464 с. ISBN 5-325-00781-5
- Шуба О. В. Українська греко-католицька церква (УГКЦ) // Малий словник історії України[укр.]. / Ред. кол.: В. А. Смолій, В. Верстюк, С. Віднянський, В. Горбик, В. Даниленко, М. Коваль, М. Котляр, С. Кульчицький, В. Литвин, О. Майборода, П. Панченко, Ю. Пінчук, В. Сарбей, А. Слюсаренко, П. Тронько. — К.: Либідь[укр.], 1997. — С. 401. — 464 с. ISBN 5-325-00781-5

### Статья
- Шуба О. В. Православ'я і традиції національної культури //Релігійна традиція в духовному відродженні України. — Полтава, 1992. — С. 25—26.
- Шуба О. В. Національне відродження, релігія і церква // Віче. — 1992. — № 9. — С. 157-159.
- Шуба О. В. Міжцерковний конфлікт як перешкода на шляху національного відродження України // Церква і національне відродження. — К., 1993. — С. 189-198.
- Шуба О. В. Єдина національна церква? // Віче. — 1994. — № 3. — С. 137-141.
- Шуба О. В. Міжцерковний конфлікт в Україні і шляхи його подолання // Уряду України: Президенту, законодавчій, виконавчій владі. (Аналітичні розробки, пропозиції наукових та практичних працівників). — Т 1. — К., 1994. — C. 120-125.
- Шуба О. В. Армія і церква: проблеми взаємодії в умовах розбудови української державності // Армія і духовність: свобода совісті та віровизнання. — К.: Українська правнича фундація, 1995. — С. 66-71.
- Шуба О. В. Взаємозв'язок національного і релігійного в українському православ'ї // Історія релігій в Україні. — Київ, Львів, 1996. — С. 198-199.
- Шуба О. В. Ідея єдиної національної церкви в етнополітичному просторі сучасної України //Етнополітичний розвиток України: досвід, проблеми, перспективи. — К., 1997. — С. 193-197.
- Шуба О. В. Взаємозв'язок релігійного і національного відродження // Релігія і церква в контексті реалій сьогодення. — К., 1995. — С. 83—84.
- Шуба О. В. Церковні пам'ятки в контексті національної культури України // Вісник Українського товариства охорони пам'яток історії та культури. — 1995. — № 4. — С. 12-16.
- Афонін Е., Шуба О. В. Священик в армії. Потреба душі чи мода? // Віче. — 1995. — № 10. — С. 65-71.
- Шуба О. В. Міжцерковний конфлікт. Сподівання на мудрість і терпіння // Віче. — 1996. — № 8. — С. 142-154.
- Шуба О. В. Перед Богом і власною совістю. Хроніка прийняття положень нової Конституції України з релігійно-церковних проблем // Людина і світ. — 1996. — № 9. — С. 2-8.
- Шуба О. В. Церковні пам'ятки як загальнонаціональні культурні надбання // Пам'ять століть[укр.]. — 1996. — № 3. — С. 78-84.
- Шуба О. В. Церковні пам'ятки як джерело національної історії // Київська старовина[укр.]. — 1996. — № 6. — С. 93–96.
- Шуба О. В. Релігія і політика в українському суспільстві // Релігія і суспільство в Україні: фактори змін. — К., 1998. — С. 60–67.
- Шуба О. В. Національне законодавство України про свободу совісті та релігійні організації: проблеми оновлення // Релігійна свобода. — 2002. — № 6. — С. 151-154.
- Шуба О. В., Базар-Налисник О., Онопченко В. Армія і Церква в Україні: проблеми та перспективи гармонізації відносин // Українське релігієзнавство. — 2007. — № 44. — С. 50-58.
- Шуба О. В., Базар-Налисник О., Онопченко В. Проблема зближення школи і церкви в контексті сучасних міжконфесійних відносин // Релігійна свобода. — 2007. — № 12. — С. 167-171.
- Шуба О. В. Проблеми соціальної нерівності в Україні в контексті соціальної безпеки // Політичний менеджмент. —  2010. — № 5. — С. 143-146.
- Шуба О. В. Феномен політичної влади в сучасній Україні // Віче. — 2011. — № 20. — С. 31-32.
- Шуба О. В. Віртуалізація політики і релігії в США та Росії // Науковий вісник Чернівецького університету. Філософія. — 2012. — Вип. 602-603. — С. 261-262.
- Шуба О. В. Сучасна охорона здоров’я: політологічна рефлексія // Віче. — 2013. — № 7. — С. 18.
- Палінчак М. М., Шуба О. В. Політико-правові засади державно-церковних відносин у Польщі // Суспільно-політичні процеси. — 2017. — 2–3(6–7). — С. 268–281